# Claudio Cecchetto
Claudio Cecchetto (n. 19 aprilie 1952, Ceggia, Veneto, Italia) este un disc jockey și prezentator de televiziune italian.